# 1990 Pilcher
Pilcher (asteroide 1990) é um asteroide da cintura principal, a 2,0628438 UA. Possui uma excentricidade de 0,0512001 e um período orbital de 1 170,92 dias (3,21 anos).
Pilcher tem uma velocidade orbital média de 20,19979186 km/s e uma inclinação de 3,13114º.
Esse asteroide foi descoberto em 9 de Março de 1956 por Karl Reinmuth.